# Сьєрра-Леоне на літніх Олімпійських іграх 2020
Сьєрра-Леоне на літніх Олімпійських іграх 2020 представляли чотири спортсмени в трьох видах спорту.